# Volta a Portugal de 1990
A 52ª edição da Volta a Portugal em Bicicleta ("Volta 90") decorreu entre os dias 29 de Julho e 15 de Agosto de 1990. Composta por um prólogo e 16 etapas, num total de 2.332 km.

## Equipas
Participaram 106 corredores de 11 equipas:
- Sicasal-Acral
- SEUR
- Recer-Boavista
- Festina-Lotus
- Avibom-Valouro-Lousa
- Artiach-Royal
- Ruquita-Philips-Feirense
- Orima-Cantanhede
- Salgueiros-Landimar
- Atum Bom Petisco-Tavira
- Alguerra-Componauto-Aralmolde

## Etapas
| Nº        | Dia          | Etapa                                                             | km    | Vencedor da etapa                             | Camisola amarela                             |
| --------- | ------------ | ----------------------------------------------------------------- | ----- | --------------------------------------------- | -------------------------------------------- |
| Prólogo   | 29 de Julho  | Lisboa - Lisboa (C/R por equipas)                                 | 8,1   | Ruquita-Philips-Feirense                      | Paulo Silva (Ruquita-Philips-Feirense)       |
| 1ª etapa  | 30 de Julho  | Alcácer do Sal - Loulé                                            | 191,2 | Paulo Pinto (Avibom-Valouro-Lousa)            | Paulo Silva (Ruquita-Philips-Feirense)       |
| 2ª etapa  | 31 de Julho  | Loulé - Monte Gordo                                               | 165,1 | Dick Dekkers (Artiach-Royal)                  | Paulo Silva (Ruquita-Philips-Feirense)       |
| 3ª etapa  | 1 de Agosto  | Vila Real de Santo António - Évora                                | 201   | Dick Dekkers (Artiach-Royal)                  | Paulo Silva (Ruquita-Philips-Feirense)       |
| 4ª etapa  | 2 de Agosto  | Évora - Terrugem                                                  | 202,3 | Manuel Costas (Festina-Lotus)                 | Paulo Silva (Ruquita-Philips-Feirense)       |
| 5ª etapa  | 3 de Agosto  | Sintra - Caldas da Rainha                                         | 157,5 | Neil Stephens (Artiach-Royal)                 | Paulo Silva (Ruquita-Philips-Feirense)       |
| 6ª etapa  | 4 de Agosto  | Caldas da Rainha - Figueira da Foz                                | 143,7 | Luís Santos (Recer-Boavista)                  | Andrzej Dulas (Ruquita-Philips-Feirense)     |
| 7ª etapa  | 5 de Agosto  | Marinha Grande - Marinha Grande (C/R individual)                  | 40,7  | Fernando Carvalho (Ruquita-Philips-Feirense)  | Fernando Carvalho (Ruquita-Philips-Feirense) |
| 8ª etapa  | 6 de Agosto  | Marinha Grande - Tondela                                          | 185,7 | Amílcar Neves (Alguerra-Componauto-Aralmolde) | Fernando Carvalho (Ruquita-Philips-Feirense) |
| 9ª etapa  | 7 de Agosto  | Tondela - Fundão                                                  | 133   | Joaquim Gomes (Sicasal-Acral)                 | Joaquim Gomes (Sicasal-Acral)                |
| 10ª etapa | 9 de Agosto  | Fundão - Covilhã                                                  | 165,5 | Paulo Pinto (Avibom-Valouro-Lousa)            | Joaquim Gomes (Sicasal-Acral)                |
| 11ª etapa | 10 de Agosto | Covilhã - Lamego                                                  | 169   | José Sanchez (Artiach-Royal)                  | Joaquim Gomes (Sicasal-Acral)                |
| 12ª etapa | 11 de Agosto | Lamego - Macedo de Cavaleiros                                     | 140,6 | Paulo Pinto (Avibom-Valouro-Lousa)            | Joaquim Gomes (Sicasal-Acral)                |
| 13ª etapa | 12 de Agosto | Macedo de Cavaleiros - Mondim de Basto (Alto da Senhora da Graça) | 179,6 | Joaquim Gomes (Sicasal-Acral)                 | Joaquim Gomes (Sicasal-Acral)                |
| 14ª etapa | 13 de Agosto | Mondim de Basto - Viana do Castelo                                | 152,8 | Pedro Silva (Recer-Boavista)                  | Joaquim Gomes (Sicasal-Acral)                |
| 15ª etapa | 14 de Agosto | Viana do Castelo - Vila Nova de Gaia                              | 84    | Joaquim Salgado (Avibom-Valouro-Lousa)        | Joaquim Gomes (Sicasal-Acral)                |
| 16ª etapa | 15 de Agosto | Vila Nova de Gaia - Maia                                          | 61    | Joaquim Salgado (Avibom-Valouro-Lousa)        | Joaquim Gomes (Sicasal-Acral)                |
| 17ª etapa | 15 de Agosto | Maia - Maia (C/R individual)                                      | 21    | Fernando Carvalho (Ruquita-Philips-Feirense)  | Fernando Carvalho (Ruquita-Philips-Feirense) |

## Classificações Finais

### Geral individual
| Lugar | Nome              | Nacionalidade | Equipa                   | Tempo       |
| ----- | ----------------- | ------------- | ------------------------ | ----------- |
| 01º   | Fernando Carvalho | Portugal      | Ruquita-Philips-Feirense | 64h 39' 42" |
| 02º   | Joaquim Gomes     | Portugal      | Sicasal-Acral            | + 23"       |
| 03º   | Jorge Silva       | Portugal      | Sicasal-Acral            | + 3' 36"    |
| 04º   | Neil Stephens     | Austrália     | Artiach-Royal            | + 3' 40"    |
| 05º   | Marco Chagas      | Portugal      | Orima-Cantanhede         | + 4' 34"    |
| 06º   | Delmino Pereira   | Portugal      | Recer-Boavista           | + 5' 30"    |
| 07º   | Manuel Cunha      | Portugal      | Avibom-Valouro-Lousa     | + 6' 10"    |
| 08º   | Manuel Zeferino   | Portugal      | Recer-Boavista           | + 6' 38"    |
| 09º   | José Santiago     | Portugal      | Recer-Boavista           | + 7' 35"    |
| 10º   | António Pinto     | Portugal      | Sicasal-Acral            | + 8' 36"    |

### Geral por equipas
| Lugar | Equipa                   | Tempo        |
| ----- | ------------------------ | ------------ |
| 1º    | Sicasal-Acral            | 194h 05' 44" |
| 2º    | Recer-Boavista           | + 9' 33"     |
| 3º    | Ruquita-Philips-Feirense | + 17' 03"    |

### Geral por Pontos
| Lugar | Nome         | Equipa               | Pontos |
| ----- | ------------ | -------------------- | ------ |
| 1º    | Paulo Pinto  | Avibom-Valouro-Lousa | 78     |
| 2º    | Dick Dekkers | Artiach-Royal        | 71     |
| 3º    | Manuel Abreu | Sicasal-Acral        | 35     |

### Geral da Montanha
| Lugar | Nome             | Equipa           | Pontos |
| ----- | ---------------- | ---------------- | ------ |
| 1º    | José Santiago    | Recer-Boavista   | 86     |
| 2º    | Joaquim Gomes    | Sicasal-Acral    | 44     |
| 3º    | Jacinto Paulinho | Orima-Cantanhede | 44     |

### Outras classificações
Metas Volantes: Carlos Marta (Orima-Cantanhede), 13 pontos.
Combinado: Fernando Carvalho (Ruquita-Philips-Feirense)

## Ciclistas
Partiram: 106; Desistiram: 18; Terminaram: 88.
Media: x Km/h.